# Корнель, Жан-Батист
Жан-Батист Корнель (фр. Jean-Baptiste Corneille; 2 декабря 1649, Париж —12 апреля 1695, Париж) — французский живописец, рисовальщик и гравёр академического направления. Член большой семьи французских художников.

## Биография
Жан-Батист Корнель — младший сын Мишеля Корнеля Старшего (ок. 1601—1664). Его старший брат Мишеля Корнель Младший (1642—1708) также был известным художником. Первые навыки рисунка и живописи Жан-Батист получил от отца, затем поступил в Королевскую академию живописи и скульптуры. В 1663 году получил Римскую премию и спустя два года Жан-Батист Кольбер направил его в Рим с пенсионом, в компании живописца Пьера Монье и гравёра Этьена Боде, где 11 февраля 1666 года была открыта Французская академия.
По возвращении в Париж 5 января 1675 года Корнель получил звание академика за картину «Наказание Бусириса Геркулесом» (Лувр). Он работал для парижских церквей и в 1679 году завершил картину «Освобождение Святого Петра из темницы» для собора Парижской Богоматери. Вместе с Жаком Вуэ он отвечал за украшения дворца Тюильри.
В 1692 году он был назначен профессором Королевской академии. Художник скончался в Париже 12 апреля 1695 года.

## Галерея

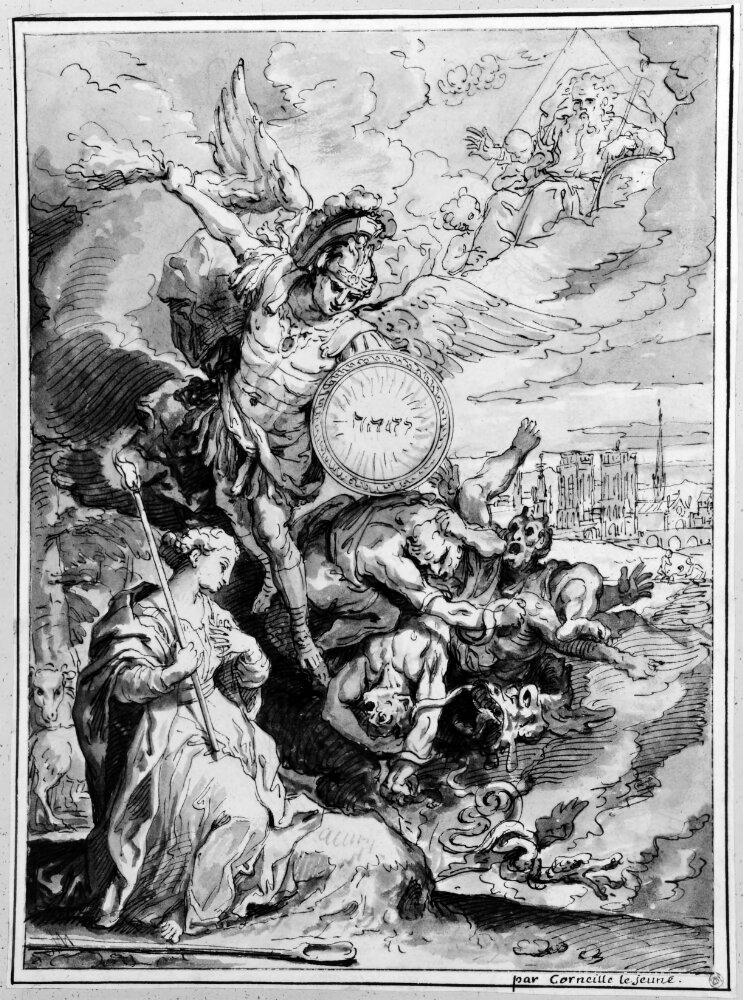
Людовик XIV как Архангел Михаил, покровитель Франции, побеждает ересь. Бумага, тушь, перо, кисть. Национальный музей изобразительных искусств, Стокгольм
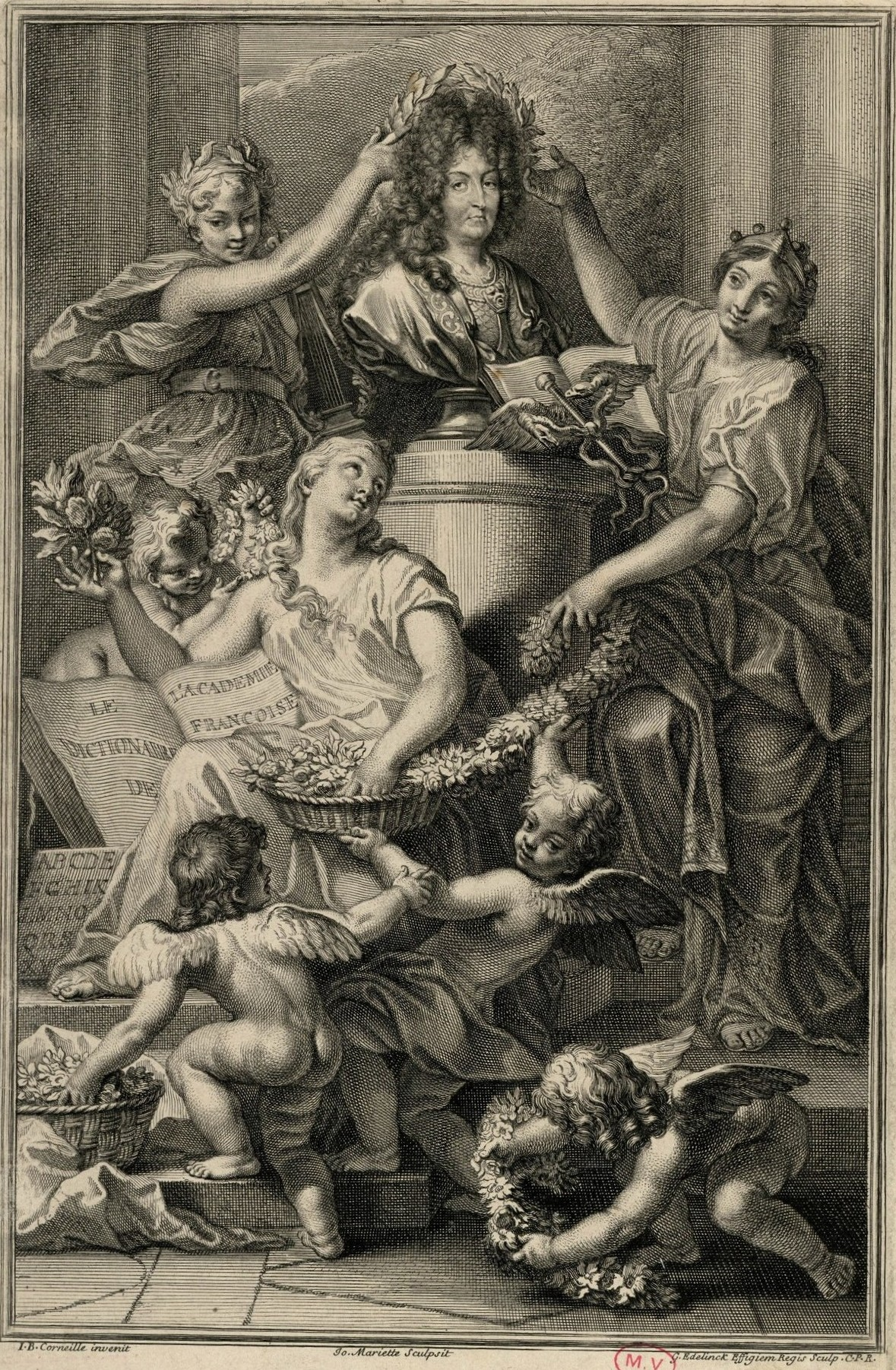
Бюст короля Людовика XIV, окружённый музами. 1694. Офорт Ж. Мариетта по рисунку Ж.-Б. Корнеля
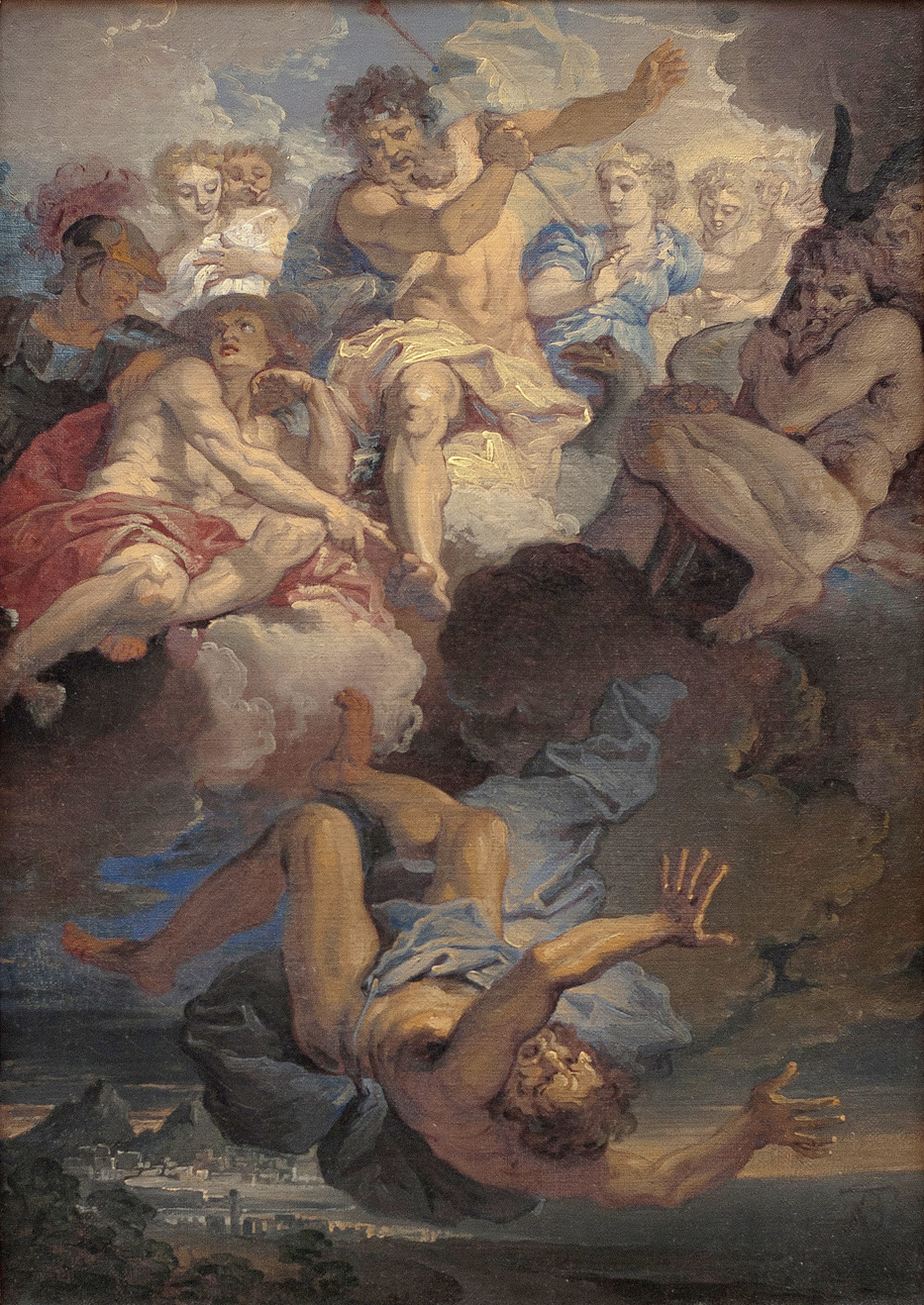
Юпитер изгоняет Вулкана с Олимпа. 1685. Холст, масло. Музей изящных искусств, Брест, Франция
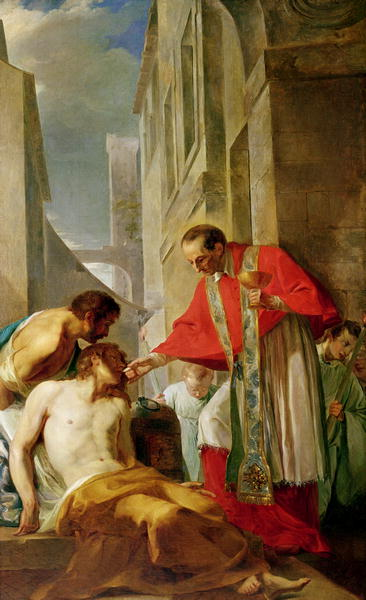
Карл Борромей исцеляет больных чумой. Церковь Сен-Никола-дю-Шардонне, Париж
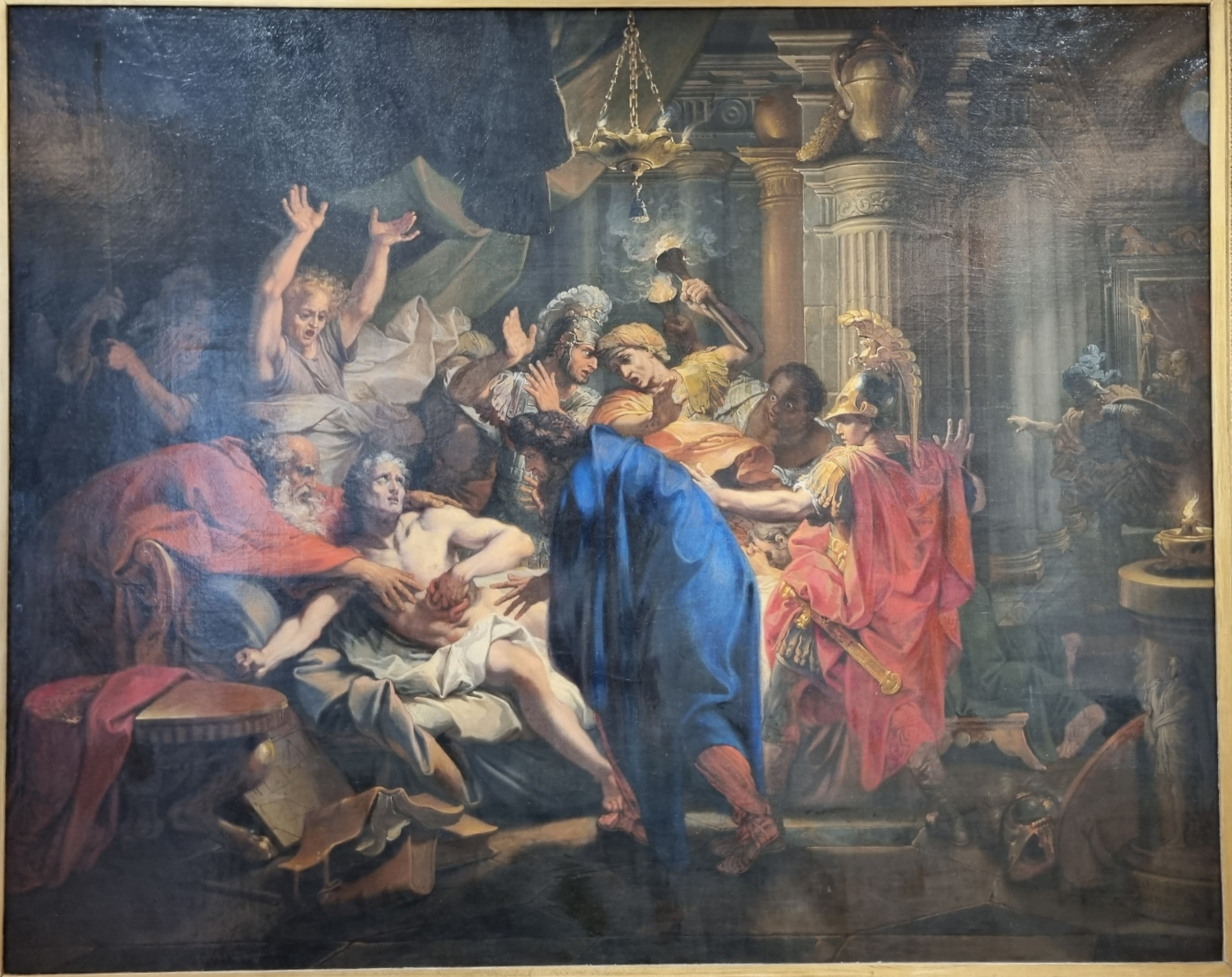
Смерть Катона Утического. 1687. Холст, масло. Музей изящных искусств, Дижон